# Panenka bornejská
Panenka bornejská (Lonchura fuscans) je malý pěvec z čeledi astrildovití (Estrildidae), který se endemicky vyskytuje na jihoasijském ostrově Borneo.

## Systematika
Druh poprvé popsal John Cassin v roce 1852. Panenka bornejská se řadí do početného rodu Lonchura a čeledi astrildovití (Estrildidae). Jedná se o monotypický taxon, tzv. netvoří žádné poddruhy. Druhové jméno fuscans pochází z latiny a znamená „načernalý“, což odkazuje k tmavému opeření ptáka.

## Popis
Jedná se o malého pěvce připomínající pěnkavu. Dospělci mají cele hnědočerné až černé opeření. Zatímco horní čelist je černá, spodní čelist je bledě modrošedá, nohy jsou také modrošedé. Zobák je krátký a u kořene široce rozšířený. Samec i samice vypadají stejně. Nedospělé panenky bornejské mají světlejší opeření a jejich zobák je cele černý. Duhovky jsou tmavé, kolem oční se nachází šedé oční kroužky. Délka těla je 11 cm, váha se pohybuje kolem 9,5 g.

## Rozšíření a stanoviště
Jedná se o druh endemický ostrovu Borneo. Malá populace se nachází i na ostrově Mapun, který sice patří Filipínám, avšak polohou náleží spíše Borneu. Panenka bornejská se vyskytuje při okrajích primárního lesa, v sekundárním lese, na rýžových polích, mladých plantážích, zahradách i v travnatém biotopu do nadmořské výšky 1600 m.

## Biologie
Žije skrytě. Čas tráví hlavně na zemi a v nízké vegetaci. Živí se semeny rýží a trav. Hřaduje v malých skupinkách na opuštěných hnízdech. V letu se projevuje nízko položeným tek tek, na zemi vydává pronikavé pí pí a tišší cvrlikání.

## Ohrožení
Mezinárodní svaz ochrany přírody hodnotí druh jako málo dotčený s tím, že ho nic aktuálně neohrožuje a populace druhu vypadá, že je stabilní. Celková populace je nicméně neznámá, druh však bývá popisován jako běžný až hojný.